# Miyuki nel paese delle meraviglie
Miyuki nel paese delle meraviglie (不思議の国の美幸ちゃん?, Fushigi no kuni no Miyuki-chan) è un manga yuri dal risvolto comico creato dalle CLAMP, serializzato sulla rivista Newtype Magazine dalla Kadokawa Shoten tra il 1993 e il 1995 e in seguito pubblicato in formato tankōbon come volume unico.
Il 1º aprile 1995 fu distribuito un image album dalla serie, mentre il 21 giugno dello stesso anno furono distribuiti due OAV di 15 minuti l'uno. I due episodi erano tratti dai capitoli Wonderland e Mirrorland.
Il manga venne pubblicato in Italia dalla Panini Comics, sotto etichetta Planet Manga, nel 2004. Successivamente però viene ristampato e riproposto con aspetto diverso da una casa editrice diversa, la J-Pop, con il titolo Miyuki in Wonderland.

## Sviluppo
Il manga nasce infatti come versione erotica del racconto Alice nel Paese delle Meraviglie di Lewis Carroll. Questa versione ruota intorno a Miyuki, una studentessa giapponese che finisce per trovarsi in diversi universi abitati da ragazze che la desiderano ardentemente. La caratteristica peculiare di tutte le ragazze che tentano di circuire Miyuki, è che sono parodie dei personaggi della fiaba di Carroll (ad esempio, una "coniglietta" prende il posto del Coniglio Bianco, mentre due longilinee gemelle cinesi abili nelle arti marziali prendono il posto di Pinco Panco e Panco Pinco).

## Personaggi

### Protagonisti
Miyuki (美幸?)
Doppiata da Mariko Kōda
Una ragazza dai capelli castani che frequenta la scuola superiore. È molto innocente e timida e afferma di non aver mai avuto un ragazzo. Una volta arrivata nei vari mondi, incontra sempre delle fanciulle che se ne innamorano all'istante.

## Media

### Manga
Il manga è stato scritta dalle CLAMP e serializzato dal 1993 al 1995 sulla rivista Newtype edita da Kadokawa Shoten. In seguito i sette capitoli sono stati raccolti in unico volume tankōbon pubblicato il 10 settembre 1995 e ristampato il 1º maggio 2001.
In Italia è stato pubblicato da Panini Comics sotto l'etichetta Planet Manga il 17 giugno 2004. In seguito è stato ristampato da Edizioni BD sotto l'etichetta J-Pop che lo ha ripubblicato l'11 luglio 2010.
| 1 | 10 settembre 1995 | ISBN 978-4-047-13417-1 | 17 giugno 2004 | ISBN 978-88-8343-344-3 |
| 1 | Capitoli - 1. Miyuki nel paese delle meraviglie (不思議の国の美幸ちゃん?, Fushigi no Kuni no Miyuki-chan) - 2. Miyuki nel paese degli specchi (鏡の国の美幸ちゃん?, Kagami no Kuni no Miyuki-chan) - 3. Miyuki nel paese della TV (テレビの中の美幸ちゃん?, Terebi no Naka no Miyuki-chan) - 4. Miyuki nel paese del part-time (バイトの国の美幸ちゃん?, Baito no Kuni no Miyuki-chan) - 5. Miyuki nel paese del mahjong (麻雀の国の美幸ちゃん?, Mājan no Kuni no Miyuki-chan) - 6. Miyuki nel paese dei videogiochi (ゲームの国の美幸ちゃん?, Gēmu no Kuni no Miyuki-chan) - 7. Miyuki nel paese di X (X(エックス)の国の美幸ちゃん?, X no Kuni no Miyuki-chan) |                        |                |                        |

### OAV
Un adattamento OAV diretto da Kiyoko Sayama e Mamoru Hamazu che ricopre i primi due capitoli del manga è stato pubblicato da Sony Music Entertainment Japan il 21 giugno 1995. Fu prodotto da Animate Film, la colonna sonora fu curata da Toshiyuki Honda, il character design fu affidato a Tetsuro Aoki mentre Nanase Ohkawa si occupò della sceneggiatura.
| Nº | Titolo italiano (traduzione letterale) Giapponese 「Kanji」 - Rōmaji | Prima edizione | Prima edizione |
| Nº | Titolo italiano (traduzione letterale) Giapponese 「Kanji」 - Rōmaji | Giapponese     |                |
| 1  | Miyuki nel paese delle meraviglie 「Miyuki-chan in Wonderland」      | 21 giugno 1995 |                |
| 2  | Miyuki nel paese degli specchi 「Miyuki-chan in Mirrorland」         | 21 giugno 1995 |                |

### Image album
Un Image album basato sul manga è stato pubblicato il 1º aprile 1995 da Sony Music Entertainment Japan.